# Lacul Strejești
Lacul Strejești este o arie naturală de protecție specială avifaunistică, ce corespunde categoriei a IV-a IUCN (rezervație naturtală de tip avifaunistic), situată în județele Olt și Vâlcea, pe teritoriile administrative ale comunelor Strejești (OT) și Voicești (VL).

## Descriere
Rezervația naturală cu o suprafață de 2.378 hectare. a fost declarată arie protejată prin Hotărârea de Guvern Nr.2151 din 30 noiembrie 2004(privind instituirea regimului de arie naturală protejată pentru noi zone) și reprezintă lacul artificial (lac de acumulare) creat printr-un baraj pe râul Olt, în amonte de hidrocentrala omonimă; precum și zonele limitrofe acestuia.
Aria naturală asigură condiții de hrană și cuibărit pentru mai multe specii de păsări migratoare, de pasaj sau sedentare, unele protejate prin lege.